# 1967 في الصين
فيما يلي قوائم الأحداث التي وقعت خلال عام 1967 في الصين.

## سياسة

### تعيين في المنصب
- 24 فبراير – زانج تشانكيو عمدة شانغهاي ‏.

## مواليد

### يناير
- 1 يناير – تشنغ لين مغنية صينية.
- 1 يناير – جون يي
- 1 يناير – شو يي
- 1 يناير – قوه قوانغتشانغ
- 28 يناير – جان لامب مغني صيني.
- 31 يناير – إيرين وان ممثلة صينية.

### أبريل
- 9 أبريل – وانغ تاو لاعب كرة قدم صيني.
- 17 أبريل – بولين يانغ

### مايو
- 6 مايو – لي تونغ منافِس أوليمبي صيني.

### يونيو
- 2 يونيو – ليو أيلينغ لاعبة كرة قدم صينية.
- 19 يونيو – جيانغ هونغ لاعب كرة قدم صيني.
- 28 يونيو – جينغ أولريش مصرفية صينية.

### يوليو
- 8 يوليو – جوردان تشان سيو تشون
- 17 يوليو – لي شياو لاعب كرة قدم صيني.
- 20 يوليو – ليزلي سانتوس لاعب كرة قدم.
- 29 يوليو – أوتو لي سياسي أمريكي.

### أغسطس
- 12 أغسطس – أندي هوي
- 13 أغسطس – بايرون مان ممثل أمريكي.
- 16 أغسطس – فان شو ممثلة صينية.
- 21 أغسطس – أديلجان جون
- 31 أغسطس – فرنسيس تشان كاتب أمريكي.

### سبتمبر
- 2 سبتمبر – دولقون عيسى ناشط ألماني.
- 4 سبتمبر – ريغينا كينت ممثلة صينية.
- 21 سبتمبر – جوردون لين ممثل صيني.
- 24 سبتمبر – ويليام سو
- 26 سبتمبر – ايمي قو

### نوفمبر
- 5 نوفمبر – بيرسي سنو لاعب كرة قدم أمريكية من الولايات المتحدة الأمريكية.
- 10 نوفمبر – فيفيان تشاو
- 14 نوفمبر – وو جيانغ ممثل صيني.
- 17 نوفمبر – وانغ بينغ مخرج أفلام صيني.
- 27 نوفمبر – قاو هونج لاعبة كرة قدم صينية.

### ديسمبر
- 19 ديسمبر – فرانكي لام

## وفيات

### يناير
- 1 يناير – ياو مين (مواليد 1917)

### فبراير
- 15 فبراير – لي جين هوي (مواليد 1891) موسيقي صيني.
- 28 فبراير – هنري لوس (مواليد 1898) ناشر أمريكي.

### مارس
- 3 مارس – نيفيل ميلر (مواليد 1874) لاعب كريكت إنجليزي.

### أكتوبر
- 17 أكتوبر – بوئي (مواليد 1906) آخر إمبراطور للصين ، خُلِعَ عن الحكم بثورة شعبية.